# Волинець Петро Каленикович
Петро Каленикович Волинець (21 січня 1924, Павлівка — 2 квітня 1943) — партизан німецько-радянської війни, Герой Радянського Союзу (1965).

## Біографія
Народився 21 січня 1924 року в селі Павлівці Калинівського району Вінницької округи Подільської губернії (нині Хмільницький район Вінницькій області України) в сім'ї залізничника. Закінчив Павлівську семирічну школу. Член ВЛКСМ з 1938 року. Після закінчення школи навчався на курсах з підготовки вчителів для початкової школи.
Педагогічну діяльність розпочав у семирічній школі в селі Заливанщині. Заочно закінчив перший курс Вінницького вчительського інституту.
З початком німецько-радянської війни, у липні 1941 року, добровільно пішов на фронт, був помічником політрука протитанкової батареї. В одному з боїв з німецькими військами під Києвом потрапив в оточення, був поранений і потрапив у полон, став в'язнем табору військовополонених. Через деякий час йому вдалося звідти втекти. В листопаді 1941 року його знову схопили і заслали в табір. У червні 1942 року він вдруге втік з концтабору і повернувся в рідне село, де спільно з односельчанами-комсомольцями створив підпільну молодіжну організацію імені Леніна, яку і очолив. Активними його помічниками стали мати, батько і троє братів. В його будинку розмістився штаб організації.
Організація почала активну діяльність в грудні 1942 року. На станції Калинівка-2 члени організації знищили склад пального. На початку січня 1943 року він з батьком зібрав радіоприймач, завдяки якому вдалося слухати і записувати, а потім поширювати серед місцевого населення повідомлення Радінформбюро. 10 лютого 1943 року його організація вийшла в Чорний ліс, де організувала партизанський загін імені Леніна, де він ставкомісаром. Згодом загін перетворився на велике партизанське з'єднання.
Займався активною роботою зі створення підпільних комсомольських організацій в селах Вінницької області, які з часом об'єдналися в районну комсомольську підпільну організацію. Став одним з членів її ради. Брав активну участь у всіх диверсійних операціях, проведених партизанами його загону. Особисто знищив 30 солдатів і офіцерів противника, а також німецький ешелон.
Наприкінці лютого 1943 року партизани вирішили захопити в селі Мізякові Калинівського району коменданта. Під час цієї операції отримав важке поранення. Його принесли в будинок завідувача однієї з місцевих шкіл Івана Томчука. Дізнавшись про нього, німецькі солдати 2 квітня 1943, разом з місцевою поліцією, оточили будинок. Петро Волинець чинив опір, відстрілюючись до останнього патрона. Тоді вороги підпалили будинок. В палаючому будинку підірвав себе останньою гранатою. Похований у місті Калинівці.
Указом Президії Верховної Ради СРСР від 8 травня 1965 року за «видатні заслуги, мужність і героїзм, проявлені в боротьбі проти німецько-фашистських загарбників в період Великої Вітчизняної війни», посмертно відзначений званням Героя Радянського Союзу. Також нагороджений орденом Леніна.

## Вшанування
У місті Вінниці та у його рідному селі Павлівці на честь нього названі вулиці.